# Tadeusz Puławski
Tadeusz Puławski (ur. 20 lutego 1969 w Nowym Targu) – polski hokeista, reprezentant Polski.
Jego syn Marek także został hokeistą.

## Kariera
- Podhale Nowy Targ (1986–2002)
  -  KTH Krynica (1996)
  -  CH Vitoria-Gasteiz (2000)
- HC Albatros Brest (2002–2004)
- Chevaliers du Lac Annecy (2004–2010)

Wychowanek i wieloletni zawodnik Podhala Nowy Targ. Grał także w zespole Podhale Chicago. Od 2002 przez osiem sezonów występował we Francji. Zakończył karierę zawodniczą w 2010.
Reprezentował Polskę na mistrzostwach świata grupy B w latach 1993, 1996, 1997, 1998.
Po zakończeniu czynnej kariery zawodniczej został zawodnikiem TS Old Boys Podhale, w 2014 zdobył z drużyną złoty medal mistrzostw Polski oldboyów.
W sezonie II ligi 2015/2016, 2017/2018 był trenerem drużyny Gazda Nowy Targ.

## Sukcesy
Klubowe
- Złoty medal mistrzostw Polski (6 razy) 1987, 1993, 1994, 1995, 1996, 1997 z Podhalem Nowy Targ
- Srebrny medal mistrzostw Polski (3 razy): 1990, 1998, 2000 z Podhalem Nowy Targ
- Brązowy medal mistrzostw Polski (3 razy): 1989, 1991, 1992, 1999 z Podhalem Nowy Targ

## Inna działalność
- Od czerwca 2010 pełnił funkcję asystenta trenera i kierownika drużyny MMKS Podhale Nowy Targ[6][7].
- Po zakończeniu czynnej kariery zawodniczej startuje w maratonach[8] i jest zawodnikiem TS Old Boys Podhale[1].